# Saint-Antoine, Gironde
Saint-Antoine là một xã của tỉnh Gironde, thuộc vùng Nouvelle-Aquitaine, tây nam nước Pháp.